# Times Higher Education
Times Higher Education (THE) ist ein in London erscheinendes Magazin, das über Themen im Bereich Hochschulbildung informiert. Vorherige Namen waren The Times Higher Education Supplement (THES) sowie The Times Higher (THES) bekannt. THE gehört zur Tes Global Group. Diese gehört (Stand 17. Dezember 2018) der US-amerikanischen Investmentfirma Providence Equity Partners L.L.C., die Kapital von $18 Milliarden verwaltet. Im November 2018 gab das Unternehmen Pläne über einen Verkauf der THE-Sparte bekannt. THE ist vor allem durch das jährliche THE World University Ranking bekannt.

## Verlagsgeschichte
Times Higher Education wurde aus The Times heraus gegründet. Die erste Ausgabe erschien 1971 unter dem Namen Times Higher Education Supplement (THES) im Zeitungsformat.
Seit dem 10. Januar 2008 wird es als Magazin unter dem heutigen Namen herausgegeben. Chefredakteur ist John Gill, mit Phil Baty als Editor-at-Large. Baty ist auch für die Universitätsranglisten verantwortlich.

## THE World University Rankings
THE ist vor allem für THE World University Rankings bekannt, ein jährlich durchgeführtes Hochschulranking. Die Bewertung wurde zwischen 2004 und 2009 mit dem Partner Quacquarelli Symonds durchgeführt.
Nach erheblichen Zweifeln an der Validität der so erhaltenen Ergebnisse wurde die Bewertungsmethodik geändert. 2010–2014 erfolgte das Ranking in Kooperation mit Thomson Reuters, seit 2015 nach erneuter Kritik mit Elsevier.

### Methode
Bei THE sind zwei Listen zu unterscheiden. Die Rangliste der Reputationen benennt, welche Institutionen Befragte weltweit für die besten halten, sowie als zweite Liste das „World University Ranking“, das Reputationen um Kennzahlen wie das Verhältnis Studierender zu Dozierenden, Zitationen in Fachdatenbanken oder Einnahmen aus der Industrie pro Forscher ergänzt.
Nach eigenen Angaben werden (Stand: 2017–2018) 13 Kriterien für die Erstellung der Rangfolge berücksichtigt. Die Daten wurden durch Befragungen von Akademikern erhoben und bestehen des Weiteren aus Statistiken der Universitäten und der Zählung der Zitierung von Artikeln in Fachzeitschriften. Die Kriterien werden gewichtet: Der Bereich der Lehre mit 30 %, die Forschung und die Zitierhäufigkeit ebenfalls mit je 27,5 % und 32,8 %, Internationalität mit 5 % und der wirtschaftliche Einfluss mit 2,5 %. Die Ergebnisse der Befragung fließen zu 15 % bzgl. der Lehre und zu 18 % bzgl. der Forschungsreputation einer Universität ein. Auch werden statistische Verhältnisse wie Personal pro Student oder der Anteil an Doktoranden bewertet, um die Qualität der Lehre zu messen.

### Ranking
| Hochschule                                 | Land                   | Rang 2021–22 | Rang 2020–21 | Rang 2019–20 | Rang 2018–19 | Rang 2017–18 | Rang 2016–17 | Rang 2015–16 | Rang 2014–15 | Rang 2013–14 | Rang 2012–13 |
| ------------------------------------------ | ---------------------- | ------------ | ------------ | ------------ | ------------ | ------------ | ------------ | ------------ | ------------ | ------------ | ------------ |
| University of Oxford                       | Vereinigtes Königreich | 1            | 1            | 1            | 1            | 1            | 1            | 2            | 3            | 2            | 2            |
| California Institute of Technology         | Vereinigte Staaten     | 2=           | 4            | 2            | 5            | 3=           | 2            | 1            | 1            | 1            | 1            |
| Harvard University                         | Vereinigte Staaten     | 2=           | 3            | 7            | 6            | 6            | 6            | 6            | 2            | 2            | 4            |
| Stanford University                        | Vereinigte Staaten     | 4            | 2            | 4            | 3            | 3=           | 3            | 3            | 4            | 4            | 3            |
| University of Cambridge                    | Vereinigtes Königreich | 5=           | 6            | 3            | 2            | 2            | 4            | 4            | 5            | 7            | 7            |
| Massachusetts Institute of Technology      | Vereinigte Staaten     | 5=           | 5            | 5            | 4            | 5            | 5            | 5            | 6            | 5            | 5            |
| Princeton University                       | Vereinigte Staaten     | 7            | 9            | 6            | 7            | 7            | 7            | 7            | 7            | 6            | 6            |
| University of California, Berkeley         | Vereinigte Staaten     | 8            | 7            | 13=          | 15           | 18           | 10=          | 13           | 8            | 8            | 9            |
| Yale University                            | Vereinigte Staaten     | 9            | 8            | 8            | 8            | 12           | 12           | 12           | 9            | 10           | 11           |
| University of Chicago                      | Vereinigte Staaten     | 10           | 10           | 9            | 10           | 9            | 10=          | 10           | 11           | 9            | 10           |
| Columbia University                        | Vereinigte Staaten     | 11           | 17           | 16           | 16           | 14           | 16           | 15           | 14           | 13           | 14           |
| Imperial College London                    | Vereinigtes Königreich | 12           | 11           | 10           | 9            | 8            | 8            | 8            | 9            | 10           | 8            |
| University of Pennsylvania                 | Vereinigte Staaten     | 13=          | 13           | 11           | 12=          | 10=          | 13           | 17           | 16           | 16           | 15           |
| Johns Hopkins University                   | Vereinigte Staaten     | 13=          | 12           | 12           | 12=          | 13           | 17           | 11           | 15           | 15           | 16           |
| ETH Zürich                                 | Schweiz                | 15           | 14           | 13=          | 11           | 10=          | 10           | 9            | 13           | 14           | 12           |
| Tsinghua-Universität                       | Volksrepublik China    | 16=          | 20=          | 23           | 22           | 30           | 35           | 47=          | 49           | 50           | 52           |
| Universität Peking                         | Volksrepublik China    | 16=          | 23           | 24           | 31           | 27=          | 29           | 42           | 48           | 45           | 46           |
| University College London                  | Vereinigtes Königreich | 18=          | 16           | 15           | 14           | 16           | 15           | 14           | 22           | 21           | 14           |
| University of Toronto                      | Kanada                 | 18=          | 18           | 18           | 21           | 22=          | 22           | 19           | 20           | 20           | 21           |
| University of California, Los Angeles      | Vereinigte Staaten     | 20           | 15           | 17           | 17           | 15           | 14           | 16           | 12           | 12           | 13           |
| Nationaluniversität Singapur               | Singapur               | 21           | 25           | 25           | 23           | 22=          | 26           | 24           | 25           | 26           | 29           |
| Cornell University                         | Vereinigte Staaten     | 22           | 19           | 19           | 19           | 19           | 19           | 18           | 19           | 19           | 18           |
| Duke University                            | Vereinigte Staaten     | 23           | 20=          | 20           | 18           | 17           | 18           | 20           | 18           | 17           | 23           |
| University of Michigan                     | Vereinigte Staaten     | 24=          | 22           | 21           | 20           | 21           | 21           | 21           | 17           | 18           | 20           |
| Northwestern University                    | Vereinigte Staaten     | 24=          | 24           | 22           | 25           | 20           | 20           | 25           | 21           | 22           | 19           |
| New York University                        | Vereinigte Staaten     | 26           | 26           | 29           | 27           | 27=          | 32           | 30           | 38           | 40           | 41           |
| London School of Economics                 | Vereinigtes Königreich | 27           | 27           | 27=          | 26           | 25=          | 25=          | 13           | 34           | 32           | 39           |
| Carnegie Mellon University                 | Vereinigte Staaten     | 28           | 28           | 27=          | 24           | 24           | 22           | 23           | 24           | 24           | 22           |
| University of Washington                   | Vereinigte Staaten     | 29           | 29           | 26           | 28           | 25=          | 25=          | 32           | 26           | 25           | 24           |
| University of Edinburgh                    | Vereinigtes Königreich | 30=          | 30           | 30           | 29           | 27=          | 27           | 24           | 36           | 39           | 32           |
| Universität Hongkong                       | Hongkong               | 30=          | 39           | 35           | 36           | 40           | 43=          | 44=          | 43           | 43           | 35           |
| Ludwig-Maximilians-Universität München     | Deutschland            | 32           | 32           | 32=          | 32=          | 34=          | 30=          | 29           | 29           | 55           | 48           |
| University of Melbourne                    | Australien             | 33           | 59           | 32=          | 32=          | 32           | 33=          | 33           | 33           | 34           | 28           |
| University of California, San Diego        | Vereinigte Staaten     | 34           | 33           | 31           | 30           | 31           | 41           | 39=          | 41           | 40           | 38           |
| King’s College London                      | Vereinigtes Königreich | 35=          | 35           | 36=          | 38           | 36           | 36=          | 27           | 40           | 38           | 57           |
| Universität Tokio                          | Japan                  | 35=          | 36=          | 36=          | 42           | 46           | 39           | 43           | 23           | 23           | 27           |
| University of British Columbia             | Kanada                 | 37           | 34           | 34           | 37           | 34=          | 36=          | 34           | 32           | 31           | 30           |
| Technische Universität München             | Deutschland            | 38           | 41           | 43           | 44           | 41           | 46           | 53           | 98           | 87           | 105          |
| Karolinska-Institut                        | Schweden               | 39           | 36=          | 41           | 40           | 38=          | 28           | 28           | 44           | 36           | 42           |
| École polytechnique fédérale de Lausanne   | Schweiz                | 40=          | 43           | 38=          | 35           | 38=          | 30=          | 31           | 34           | 37           | 40           |
| Université PSL                             | Frankreich             | 40=          | 46           | 45=          | 41           |              |              |              |              |              |              |
| Ruprecht-Karls-Universität Heidelberg      | Deutschland            | 42=          | 42           | 44           | 47           | 45           | 43=          | 37           | 70           | 68           | 78           |
| Katholieke Universiteit Leuven             | Belgien                | 42=          | 45           | 45=          | 48           | 47           | 40           | 35           | 55           | 61           | 58           |
| McGill University                          | Kanada                 | 44           | 40           | 42           | 44           | 42           | 42           | 38           | 39           | 35           | 34           |
| Georgia Institute of Technology            | Vereinigte Staaten     | 45           | 38           | 38=          | 34           | 33           | 33=          | 41           | 27           | 28           | 25           |
| Nanyang Technological University           | Singapur               | 46           | 47           | 48=          | 51           | 52           | 54           | 55           | 61           | 76           | 86           |
| University of Texas at Austin              | Vereinigte Staaten     | 47           | 44           | 38=          | 39           | 49           | 50           | 46           | 28           | 27           | 25           |
| University of Illinois at Urbana-Champaign | Vereinigte Staaten     | 48           | 48           | 48=          | 50           | 37           | 36=          | 36           | 29           | 29           | 33           |
| Chinese University of Hongkong             | Hongkong               | 49           | 56=          |              |              |              |              |              |              |              |              |
| University of Manchester                   | Vereinigtes Königreich | 50           | 51           |              |              |              |              |              |              |              |              |

### Ranking nach Ländern
Die USA dominieren alle anderen Nationen zwar in der absoluten Anzahl der Einträge in der Top 200 Liste, jedoch bei weitem nicht bei der Anzahl pro Einwohner.
| 2022 Rankings Top 200 | Land                   | Anzahl |
| --------------------- | ---------------------- | ------ |
| 1                     | Vereinigte Staaten     | 57     |
| 2                     | Vereinigtes Königreich | 28     |
| 3                     | Deutschland            | 22     |
| 4                     | Australien             | 12     |
| 5                     | Niederlande            | 10     |
| 5                     | Volksrepublik China    | 10     |
| 7                     | Kanada                 | 7      |
| 7                     | Schweiz                | 7      |
| 9                     | Südkorea               | 6      |
| 10                    | Frankreich             | 5      |
| 10                    | Hongkong               | 5      |
| 10                    | Schweden               | 5      |

| 2018 Rankings Top 200 | Land                   | Anzahl |
| --------------------- | ---------------------- | ------ |
| 1                     | Vereinigte Staaten     | 62     |
| 2                     | Vereinigtes Königreich | 31     |
| 3                     | Deutschland            | 20     |
| 4                     | Niederlande            | 13     |
| 5                     | Australien             | 8      |
| 6                     | Schweiz                | 7      |
| 7                     | Volksrepublik China    | 6      |
| 7                     | Frankreich             | 6      |
| 7                     | Kanada                 | 6      |
| 7                     | Schweden               | 6      |
| 11                    | Hongkong               | 5      |
| 12                    | Belgien                | 4      |
| 12                    | Südkorea               | 4      |
| 14                    | Dänemark               | 3      |
| 15                    | Finnland               | 2      |
| 15                    | Italien                | 2      |
| 15                    | Japan                  | 2      |
| 15                    | Singapur               | 2      |
| 15                    | Spanien                | 2      |
| 20                    | Österreich             | 1      |
| 20                    | Irland                 | 1      |
| 20                    | Luxemburg              | 1      |
| 20                    | Neuseeland             | 1      |
| 20                    | Norwegen               | 1      |
| 20                    | Russland               | 1      |
| 20                    | Südafrika              | 1      |
| 20                    | Taiwan                 | 1      |

### Deutsche Universitäten
Deutschland stellt 21 der besten 200 Universitäten (Stand: September 2023).
| 2024 Rankings | Universität                                    | Bundesland          | Punktzahl |
| ------------- | ---------------------------------------------- | ------------------- | --------- |
| =30           | Technische Universität München                 | Bayern              | 82,5      |
| =38           | Ludwig-Maximilians-Universität München         | Bayern              | 79,0      |
| 47            | Ruprecht-Karls-Universität Heidelberg          | Baden-Württemberg   | 76,7      |
| =87           | Humboldt-Universität zu Berlin                 | Berlin              | 68,2      |
| 90            | RWTH Aachen                                    | Nordrhein-Westfalen | 68,0      |
| 91            | Rheinische Friedrich-Wilhelms-Universität Bonn | Nordrhein-Westfalen | 67,8      |
| 94            | Charité – Universitätsmedizin Berlin           | Berlin              | 67,2      |
| =95           | Universität Tübingen                           | Baden-Württemberg   | 67,0      |
| 102           | Freie Universität Berlin                       | Berlin              | 66,5      |
| =111          | Georg-August-Universität Göttingen             | Niedersachsen       | 65,8      |
| 128           | Albert-Ludwigs-Universität Freiburg            | Baden-Württemberg   | 64,1      |
| =136          | Universität Hamburg                            | Hamburg             | 63,0      |
| =136          | Technische Universität Berlin                  | Berlin              | 63,0      |
| =140          | Karlsruher Institut für Technologie            | Baden-Württemberg   | 62,8      |
| 160           | Universität zu Köln                            | Nordrhein-Westfalen | 61,5      |
| =161          | Technische Universität Dresden                 | Sachsen             | 61,4      |
| =175          | Julius-Maximilians-Universität Würzburg        | Bayern              | 60,4      |
| =187          | Universität Mannheim                           | Baden-Württemberg   | 59,5      |
| =193          | Universität Erlangen-Nürnberg                  | Bayern              | 59,0      |
| =193          | Universität Münster                            | Nordrhein-Westfalen | 59,0      |
| =193          | Universität Ulm                                | Baden-Württemberg   | 59,0      |

### Schweizer Universitäten
Die Schweiz stellt 7 der besten 200 Universitäten (Stand: September 2023).
| 2024 Rankings | Universität                              | Kanton      | Punktzahl |
| ------------- | ---------------------------------------- | ----------- | --------- |
| 11            | ETH Zürich                               | Zürich      | 93,1      |
| 33            | École polytechnique fédérale de Lausanne | Waadt       | 81,4      |
| 80            | Universität Zürich                       | Zürich      | 69,9      |
| =116          | Universität Bern                         | Bern        | 65,4      |
| =123          | Universität Basel                        | Basel-Stadt | 64,9      |
| =143          | Universität Lausanne                     | Waadt       | 62,7      |
| 183           | Universität Genf                         | Genf        | 59,8      |

2024 gab die Universität Zürich bekannt, nicht mehr bei diesem Ranking mitzumachen.

### Österreichische Universitäten
Österreich stellt mit der Universität Wien eine der besten 200 Universitäten (Stand: September 2023).
| 2024 Rankings | Universität      | Ort  | Punktzahl |
| ------------- | ---------------- | ---- | --------- |
| =119          | Universität Wien | Wien | 65,2      |

## Preise
Die Zeitschrift vergibt jährlich zwei Klassen von Preisen. Zum einen seit 2005 die „Times Higher Education Awards“, mit denen in mehreren Kategorien (im Jahr 2018 waren es 18 verschiedene) Personen und Institutionen aus unterschiedlichen Bereichen der Hochschulbildung ausgezeichnet werden. Seit 2009 werden außerdem die „Times Higher Education Leadership and Management Awards“ (Thelmas) vergeben, um auch Mitarbeiter aus dem Verwaltungsbereich der Hochschulbildung auszuzeichnen.